# Stekelbock
Stekelbock (Necydalis major) är en skalbagge i  familjen långhorningar. Det är den enda representanten i underfamiljen Stekelbockar i Sverige.

## Kännetecken
Stekelbocken blir mellan 21 och 32 millimeter lång. Den är långsmal med förkrympta täckvingar vilket ger den ett utseende som påminner om en parasitstekel, därav det svenska namnet. Larven är vit med tre par ben och en längd på mellan 25 och 30 millimeter.

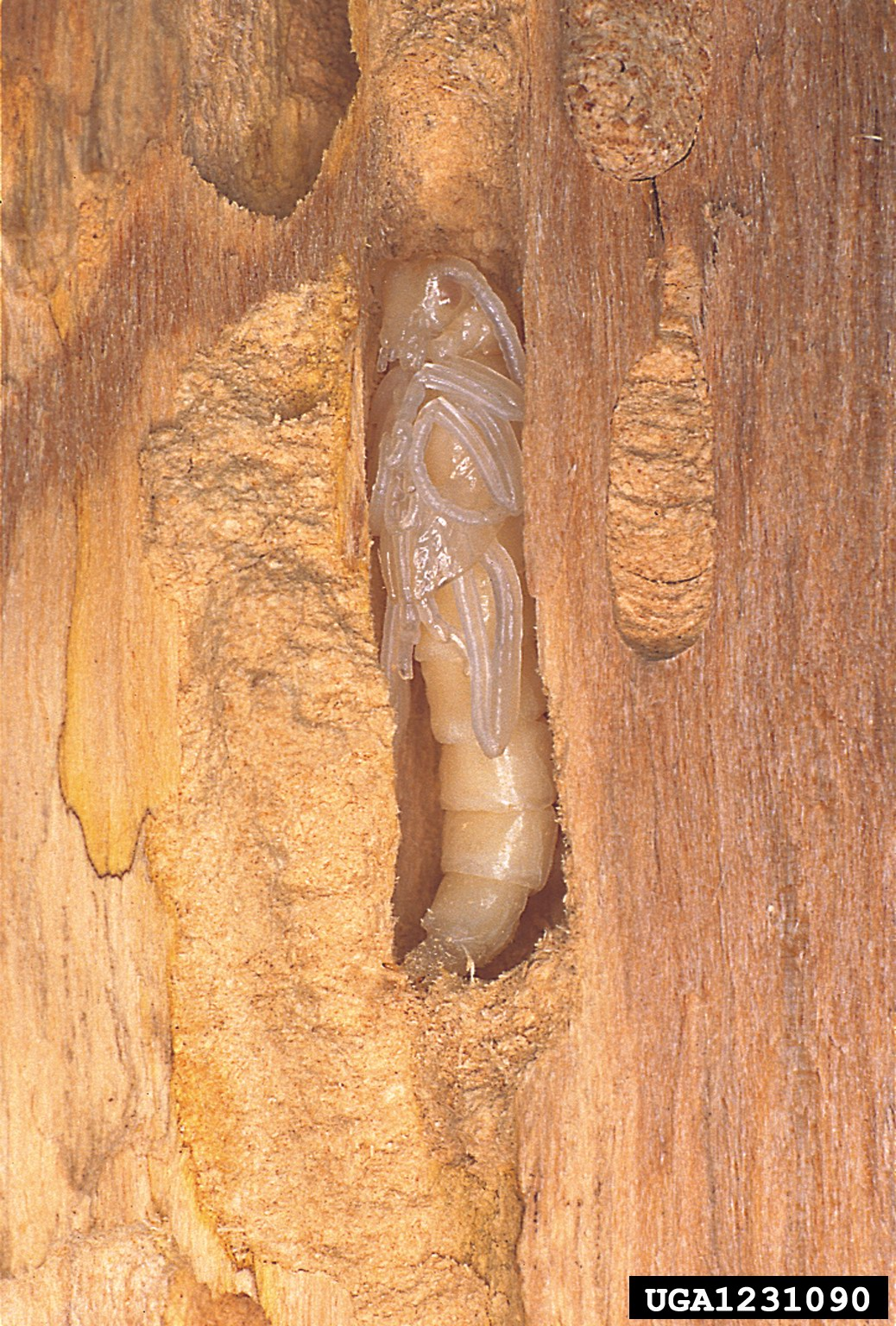
Puppa

## Utbredning
Stekelbocken finns i större delen av Sverige men är sällsynt. Den finns även i Norge och Finland. Den finns i Central och Sydeuropa och vidare österut genom Ryssland till Stilla havet.

## Levnadssätt
Larven utvecklas i död ved av lövträd, främst björk, asp, klibbal, sälg och äpple. Gärna i solexponerade högstubbar eller i branddödade träd. De kan inte utvecklas i lågor. Om en högstubbe faller omkull så dör larverna. Efter minst 3 år så förpuppas larven 5 till 10 centimeter in i veden. Den har dessförinnan förberett en utgång för den vuxna skalbaggen med endast någon millimeter ved kvar till ytan. Den vuxna skalbaggen, som är mycket skygg, ser man från slutet av juni till slutet av juli. Den lever endast under cirka två veckor.

## Etymologi
Major betyder 'stor' på latin.